# Bahnhof Numanohata
Der Bahnhof Numanohata (jap. 沼ノ端駅, Numanohata-eki) ist ein Bahnhof auf der japanischen Insel Hokkaidō. Er befindet sich in der Unterpräfektur Iburi auf dem Gebiet der Stadt Tomakomai.

## Verbindungen
Numanohata ist ein Trennungsbahnhof an der Muroran-Hauptlinie, die von Oshamambe über Higashi-Muroran nach Iwamizawa führt. Von dieser zweigt in Richtung Norden die Chitose-Linie nach Sapporo ab. Beide Linien werden von der Gesellschaft JR Hokkaido betrieben. In Numanohata halten die Suzuran-Schnellzüge, die zwischen Sapporo und Muroran verkehren. Regionalzüge verkehren vom benachbarten Bahnhof Tomakomai aus über Numanohata nach Sapporo (Chitose-Linie) bzw. nach Iwamizawa (Muroran-Hauptlinie). Beidseits des Bahnhofs befinden sich Bushaltestellen, die von verschiedenen Stadt- und Regionallinien der Gesellschaft Dōnan Bus bedient werden.

## Anlage
Der Bahnhof befindet sich im Stadtteil Hakuchō und ist von Westen nach Osten ausgerichtet. Er besitzt fünf Gleise, von denen drei dem Personenverkehr dienen. Diese liegen an zwei versetzten Mittelbahnsteigen. Eine gedeckte Überführung verbindet den nördlichen Bahnhofsvorplatz mit den Bahnsteigen und den Empfangsgebäude an der Südseite der Anlage.

## Bilder

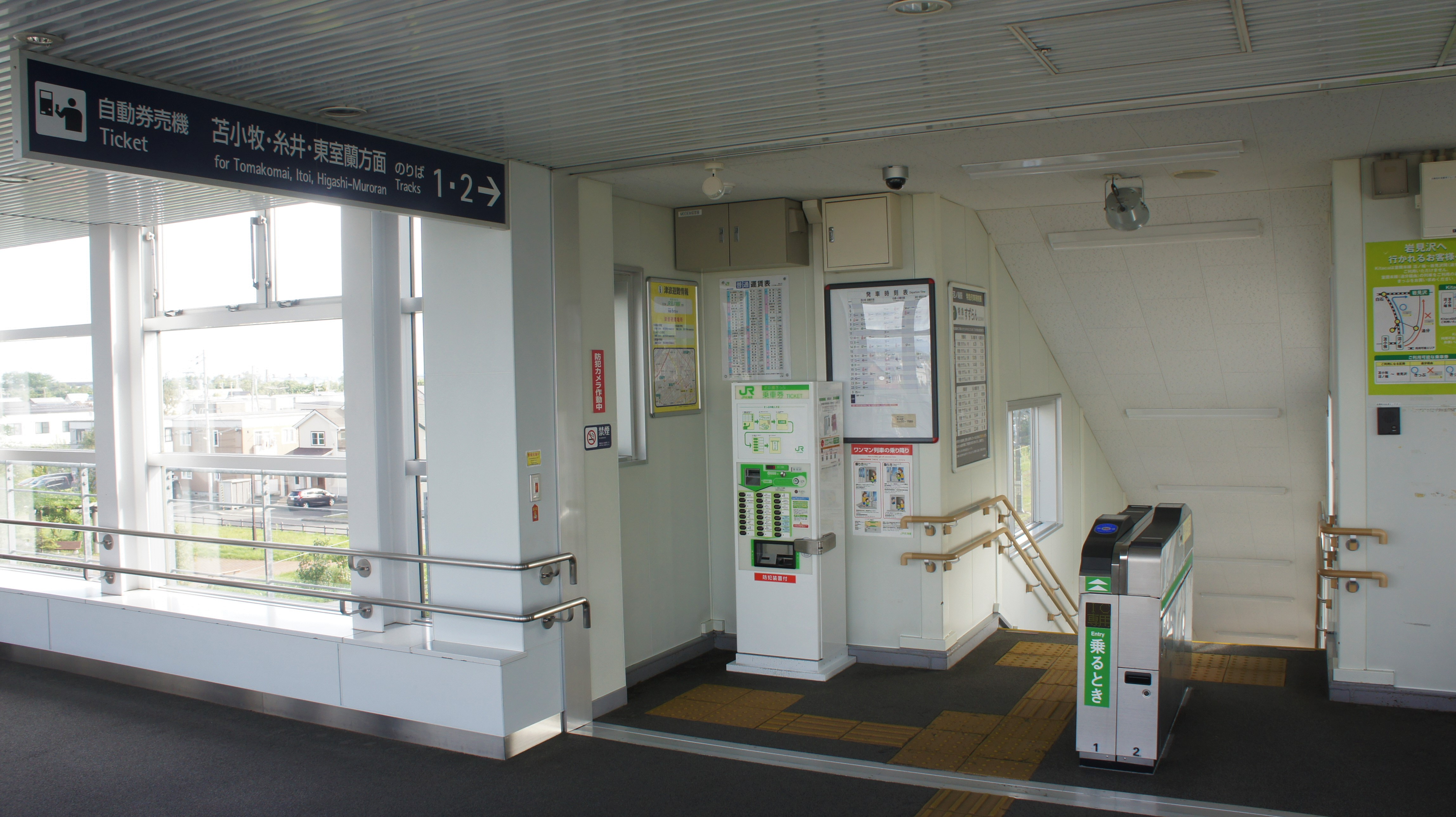
Bahnsteigsperre
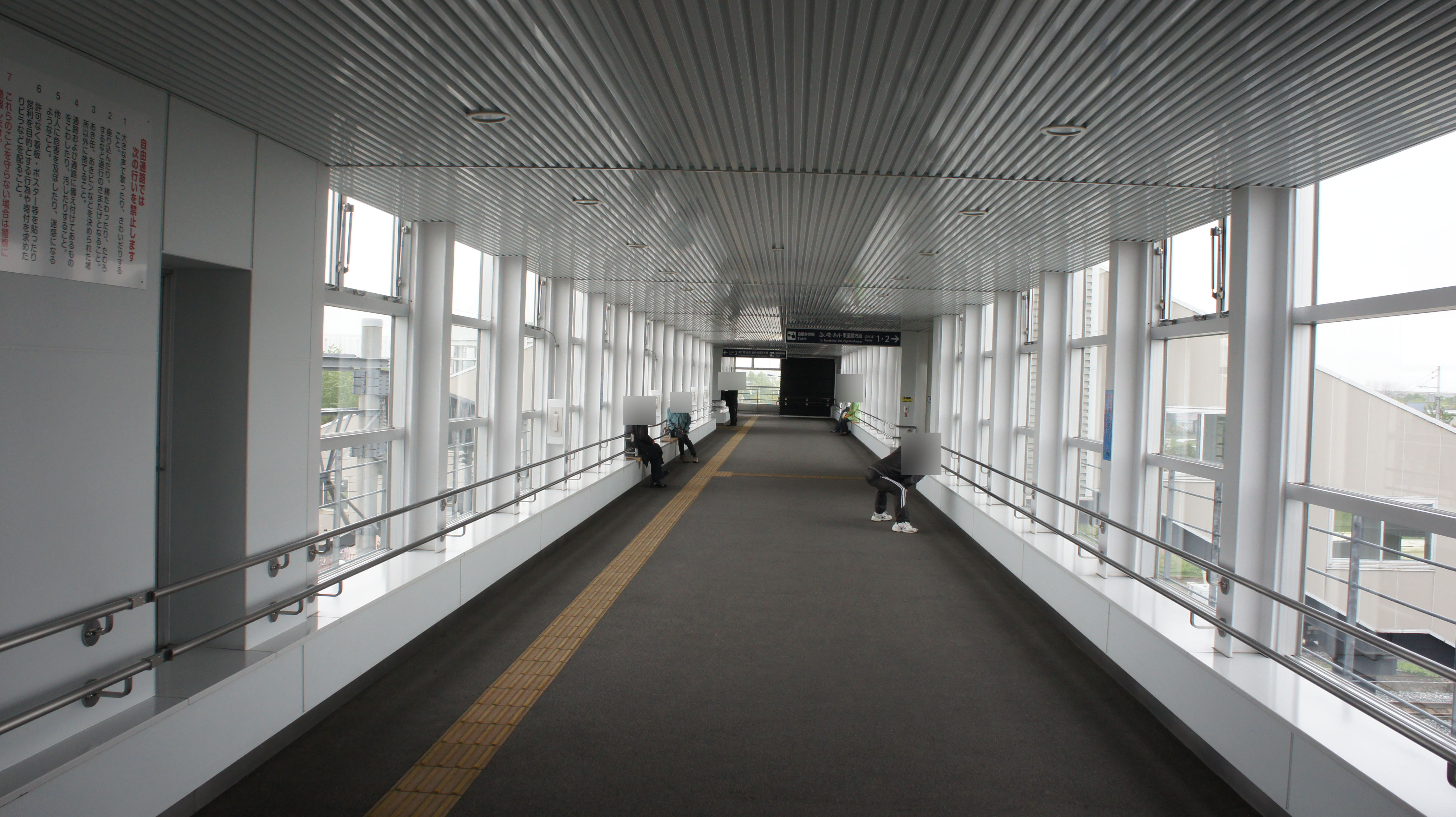
Überführung
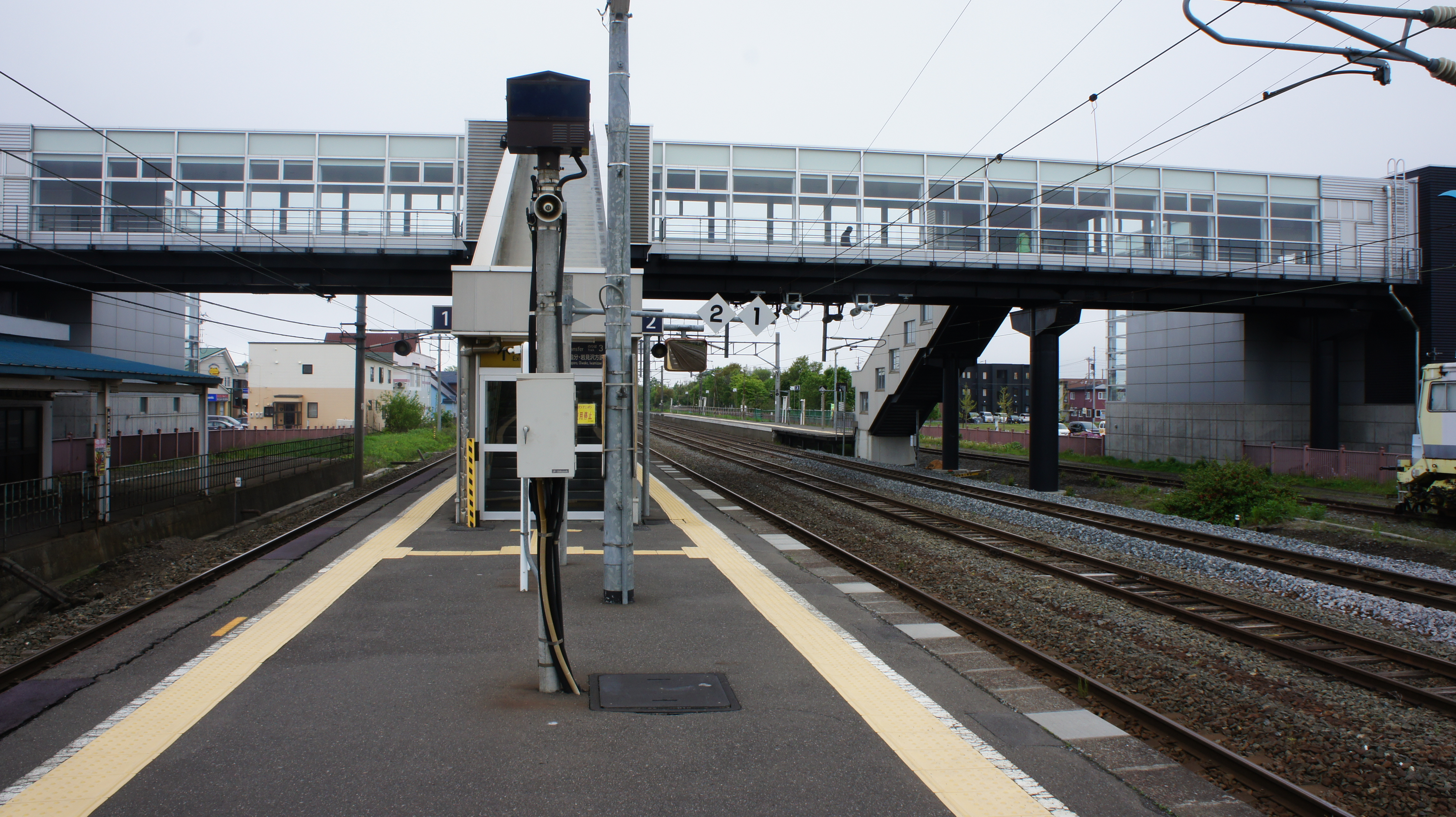
Bahnsteig 1/2
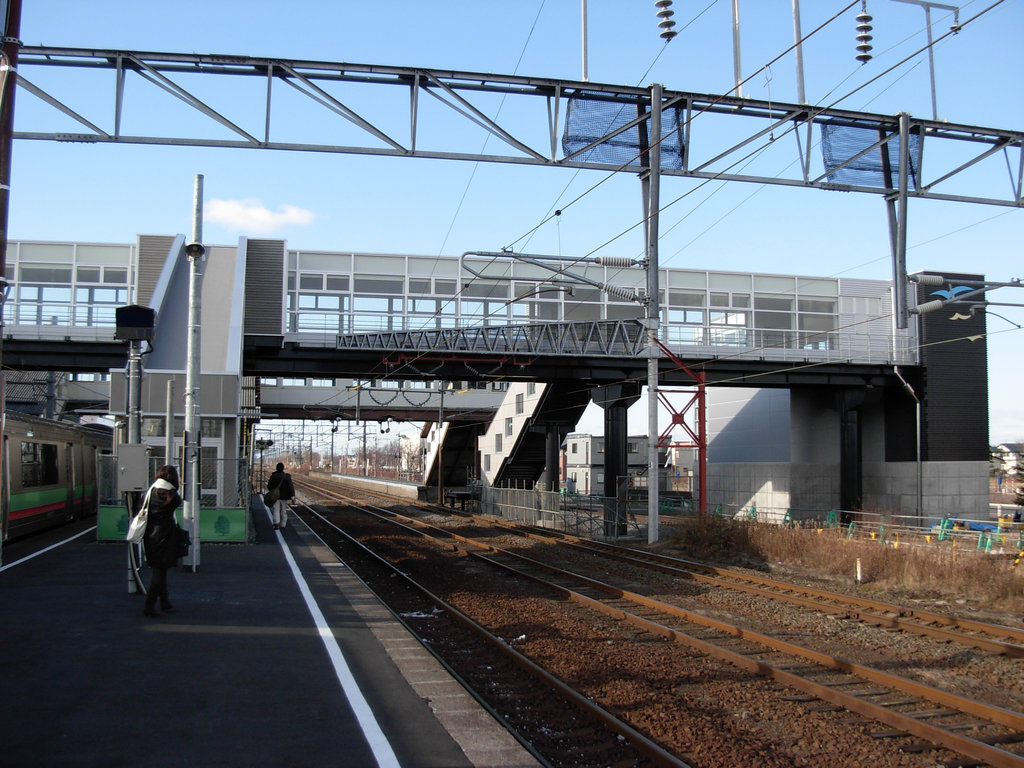
Gleise und Überführung
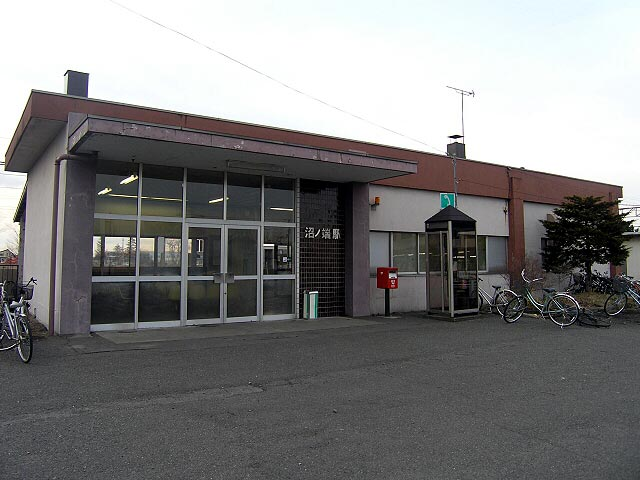
Altes Bahnhofsgebäude vor der Renovierung (April 2005)

## Gleise
| 1 | ▉ Muroran-Hauptlinie | Tomakomai • Higashi-Muroran |
| 2 | ▉ Muroran-Hauptlinie | Tomakomai                   |
| 3 | ▉ Chitose-Linie      | Minami-Chitose • Sapporo    |
| 3 | ▉ Muroran-Hauptlinie | Oiwake • Iwamizawa          |

## Linien
| Verlauf der Muroran-Hauptlinie |
| --- |
| Oshamambe • Shizukari • Koboro • Rebun • Ōkishi • Toyoura • Tōya • Usu • Nagawa • Datemombetsu • Kita-Funaoka • Mareppu • Kogane • Sakimori • Moto-Wanishi • Higashi-Muroran • Washibetsu • Horobetsu • Tomiura • Noboribetsu • Kojōhama • Takeura • Kita-Yoshihara • Hagino • Shiraoi • Shadai • Nishikioka • Itoi • Aoba • Tomakomai • Numanohata • Toasa • Hayakita • Abira • Oiwake • Mikawa • Furusan • Yuni • Kuriyama • Kurioka • Kurisawa • Shibun • Iwamizawa Muroran-Zweigstrecke: Higashi-Muroran • Wanishi • Misaki • Bokoi • Muroran |

| Verlauf der Chitose-Linie |
| --- |
| Sapporo • Naebo • Shiroishi • Heiwa • Shin-Sapporo • Kami-Nopporo • Kita-Hiroshima • Shimamatsu • Megumino • Eniwa • Sapporo Beer Teien • Osatsu • Chitose • Minami-Chitose • Bibi • Uenae • Numanohata Flughafen-Zweigstrecke: Minami-Chitose • Shin-Chitose Kūkō |

## Geschichte

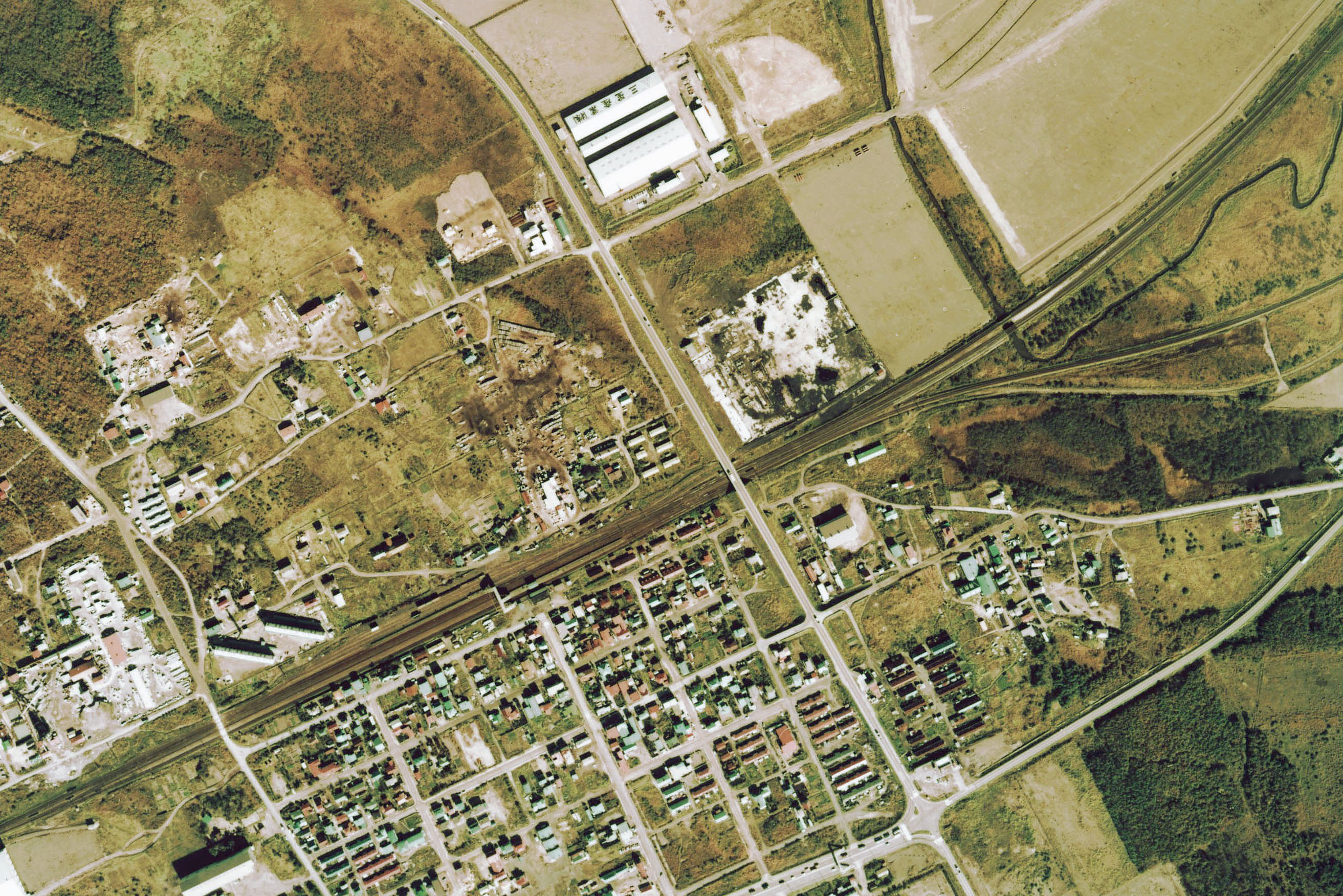
Luftansicht (1975)

Die Bergbau- und Bahngesellschaft Hokkaidō Tankō Tetsudō hatte 1892 den ersten Abschnitt der Muroran-Hauptlinie zwischen Iwamizawa und Higashi-Muroran eröffnet, jedoch fuhren hier die Züge vorerst durch. Dies änderte sich am 1. Februar 1898 mit der Inbetriebnahme des Bahnhofs Numanohata. Nach der Verstaatlichung am 1. Oktober 1906 war das Eisenbahnamt (das spätere Eisenbahnministerium) zuständig.
1920 wurde der Abschnitt Tomakomai–Numanohata–Toasa der Muroran-Hauptlinie zweigleisig ausgebaut. Am 24. Juli 1922 eröffnete die Bahngesellschaft Hokkaidō Tetsudō die Tomiuchi-Linie nach Hidakachō, die überwiegend dem Transport von Chrom, Kohle und Holz diente. Das Eisenbahnministerium verstaatlichte 21 Jahre später die Hokkaidō Tetsudō und legte den Abschnitt Numanohata–Toyoshiro am 1. November 1943 still, da er weitgehend parallel zur Hidaka-Hauptlinie verlief.
Am 21. August 1926 erfolgte die Eröffnung der direkt von Numanohata nach Sapporo führenden Chitose-Linie, womit der lange Umweg über Iwamizawa entfiel. 1969 baute die Japanische Staatsbahn die Chitose-Linie ebenfalls zweigleisig aus. Nachdem der Güterumschlag am 15. Mai 1980 eingestellt worden war, wurden am 1. Oktober desselben Jahres die Chitose-Linie und der daran anschließende Abschnitt Numanohata–Higashi-Muroran–Muroran Muroran-Hauptlinie elektrifiziert. Aus Kostengründen gab die Staatsbahn am 1. Februar 1984 auch die Gepäckaufgabe auf. Im Rahmen der Staatsbahnprivatisierung ging der Bahnhof am 1. April 1987 in den Besitz von JR Hokkaido über.